# Dr thril
Dr thril（スリル博士）為手塚治虫創作的連載日本漫畫作品。該作品首度刊登於週刊少年Sunday創刊號，連載日期為1959年4月5日－9月6日。Dr thril後來也集結於手塚治蟲的漫畫傑作選集，並於1979年，1995年，1998年，2000年及2008年復刻上市。在類型上，該作品被劃分為懸疑推理漫畫。
該作品亦於海外市場發行，例如在台灣是由時報出版社以「驚奇博士」名稱1995年正式發行。